# 庄尚标
庄尚标（1962年10月17日—），男，湖北仙桃人，中国企业人物、高级会计师。2015年12月任中国铁建股份有限公司总裁。

## 生平
1992年至1994年，任中国公路桥梁建设总公司财务部副经理。1994年至2001年，任中国路桥集团（香港）公司副总经理、常务副总经理。2001年至2005年，任中国路桥（集团）总公司总会计师。2005年8月，任中国铁道建筑总公司总会计师。2007年11月，任新成立的中国铁建股份有限公司总会计师。2008年4月，任中国铁建股份有限公司副总裁。2015年7月，总裁张宗言辞职后主持公司经理层工作。2015年12月，任中国铁道建筑总公司党委书记、董事，中国铁建股份有限公司总裁、党委副书记。2017年12月，任中国铁道建筑有限公司总经理。

## 社会兼职
- 中国会计学会理事
- 中国建筑业协会副会长
- 中国铁道工程建设协会副理事长
- 中国企业家协会副会长